# موش صحرایی (فیلم ۱۹۳۷)
موش صحرایی (انگلیسی: The Rat) فیلمی در ژانر درام است به کارگردانی توماس بنتلی.